# Entrammes (Mayenne)
Pour les articles homonymes, voir Entrammes.
Entrammes est une commune française, située dans le département de la Mayenne en région Pays de la Loire, peuplée de 2 278 habitants.
La commune fait partie de la province historique de l'Anjou (Haut-Anjou) quoique dépendant des institutions du Maine sous l'Ancien-Régime.

## Géographie
Entrammes se situe à 10 km au sud de Laval au bord de la N 162.

### Hydrographie
Entrammes est en rive gauche de la Jouanne, qui conflue avec la Mayenne sur le territoire de la commune à 2 km au sud-ouest de la ville.
L'Ouette sert de limite de commune à l'est et au sud-est avec Parné-sur-Roc et Maisoncelles-du-Maine, puis traverse le sud-est de la commune pour confluer elle aussi avec la Mayenne sur le territoire d'Entrammes à quelque 3 km au sud d'Entrammes.

### Communes limitrophes
Neuf communes sont limitrophes de celle d'Entrammes :

### Géologie
Un substrat fait de siltites, de grès et de conglomérats du Carbonifère, est traversé par un massif volcanique composé principalement de ignimbrites rhyolitiques. À l’est et au sud d’Entrammes, de sables et graviers pliocènes et des sables éocènes recouvrent ces roches. Des blocs isolés de grès lustrés tertiaires ont été érodés par les vents au Quaternaire. La vallée est recouverte d'alluvions holocènes (sables, graviers et limons).

### Climat
Le climat qui caractérise la commune est qualifié, en 2010, de « climat océanique altéré », selon la typologie des climats de la France qui compte alors huit grands types de climats en métropole. En 2020, la commune ressort du même type de climat dans la classification établie par Météo-France, qui ne compte désormais, en première approche, que cinq grands types de climats en métropole. Il s’agit d’une zone de transition entre le climat océanique, le climat de montagne et le climat semi-continental. Les écarts de température entre hiver et été augmentent avec l'éloignement de la mer. La pluviométrie est plus faible qu'en bord de mer, sauf aux abords des reliefs.
Les paramètres climatiques qui ont permis d’établir la typologie de 2010 comportent six variables pour les températures et huit pour les précipitations, dont les valeurs correspondent aux données mensuelles sur la normale 1971-2000. Les sept principales variables caractérisant la commune sont présentées dans l'encadré ci-après.
| Paramètres climatiques communaux sur la période 1971-2000 - Moyenne annuelle de température : 11,4 °C - Nombre de jours avec une température inférieure à −5 °C : 2,2 j - Nombre de jours avec une température supérieure à 30 °C : 3,6 j - Amplitude thermique annuelle : 13,8 °C - Cumuls annuels de précipitation : 724 mm - Nombre de jours de précipitation en janvier : 12 j - Nombre de jours de précipitation en juillet : 6,9 j |

Avec le changement climatique, ces variables ont évolué. Une étude réalisée en 2014 par la Direction générale de l'Énergie et du Climat complétée par des études régionales prévoit en effet que la  température moyenne devrait croître et la pluviométrie moyenne baisser, avec toutefois de fortes variations régionales. La station météorologique de Météo-France installée sur la commune et en service de 1988 à 2010 permet de connaître l'évolution des indicateurs météorologiques. Le tableau détaillé pour la période 1981-2010 est présenté ci-après.
| Mois                                  | jan.             | fév.             | mars          | avril         | mai            | juin           | jui.          | août           | sep.           | oct.            | nov.            | déc.            | année      |
| ------------------------------------- | ---------------- | ---------------- | ------------- | ------------- | -------------- | -------------- | ------------- | -------------- | -------------- | --------------- | --------------- | --------------- | ---------- |
| Température minimale moyenne (°C)     | 2,5              | 2,5              | 4,1           | 5,4           | 9,1            | 11,6           | 13,4          | 13,5           | 10,8           | 8,7             | 4,9             | 2,7             | 7,5        |
| Température moyenne (°C)              | 5,2              | 6                | 8,3           | 10,2          | 14,1           | 16,9           | 18,9          | 19,2           | 16,1           | 12,7            | 8,1             | 5,4             | 11,8       |
| Température maximale moyenne (°C)     | 8                | 9,5              | 12,6          | 15            | 19,2           | 22,3           | 24,3          | 24,8           | 21,3           | 16,7            | 11,3            | 8,2             | 16,1       |
| Record de froid (°C) date du record   | −12,2 02.01.1997 | −11,8 10.02.1991 | −9,4 01.03.05 | −3,5 11.04.03 | 0,2 14.05.1995 | 2,9 05.06.1989 | 6 12.07.00    | 5,3 29.08.1989 | 3,2 30.09.1988 | −3,4 30.10.1997 | −7,4 23.11.1993 | −9,2 29.12.1996 | −12,2 1997 |
| Record de chaleur (°C) date du record | 16,6 13.01.1993  | 19,2 23.02.1990  | 23,7 20.03.05 | 27,7 30.04.05 | 31,2 27.05.05  | 34,8 23.06.05  | 36,1 18.07.06 | 39,6 10.08.03  | 33 04.09.05    | 26,5 01.10.1997 | 19,5 03.11.1994 | 16,6 07.12.00   | 39,6 2003  |
| Ensoleillement (h)                    | 63,4             | 85,5             | 125,3         | 151,5         | 197,2          | 214,2          | 207,6         | 216,9          | 164,5          | 105,2           | 69,2            | 54,9            | 1 655      |
| Précipitations (mm)                   | 73               | 59,6             | 52,4          | 56,2          | 67,3           | 45,4           | 48,1          | 43,8           | 60,6           | 79,4            | 72,6            | 81,6            | 740        |

## Urbanisme

### Typologie
Au 1er janvier 2024, Entrammes est catégorisée bourg rural, selon la nouvelle grille communale de densité à sept niveaux définie par l'Insee en 2022.
Elle est située hors unité urbaine. Par ailleurs la commune fait partie de l'aire d'attraction de Laval, dont elle est une commune de la couronne,. Cette aire, qui regroupe 66 communes, est catégorisée dans les aires de 50 000 à moins de 200 000 habitants,.

### Occupation des sols
L'occupation des sols de la commune, telle qu'elle ressort de la base de données européenne d’occupation biophysique des sols Corine Land Cover (CLC), est marquée par l'importance des territoires agricoles (87,3 % en 2018), en diminution par rapport à 1990 (89,4 %). La répartition détaillée en 2018 est la suivante : 
prairies (49,3 %), terres arables (33 %), forêts (5,6 %), zones agricoles hétérogènes (5 %), zones urbanisées (3,5 %), mines, décharges et chantiers (2,3 %), zones industrielles ou commerciales et réseaux de communication (1,3 %). L'évolution de l’occupation des sols de la commune et de ses infrastructures peut être observée sur les différentes représentations cartographiques du territoire : la carte de Cassini (XVIIIe siècle), la carte d'état-major (1820-1866) et les cartes ou photos aériennes de l'IGN pour la période actuelle (1950 à aujourd'hui).

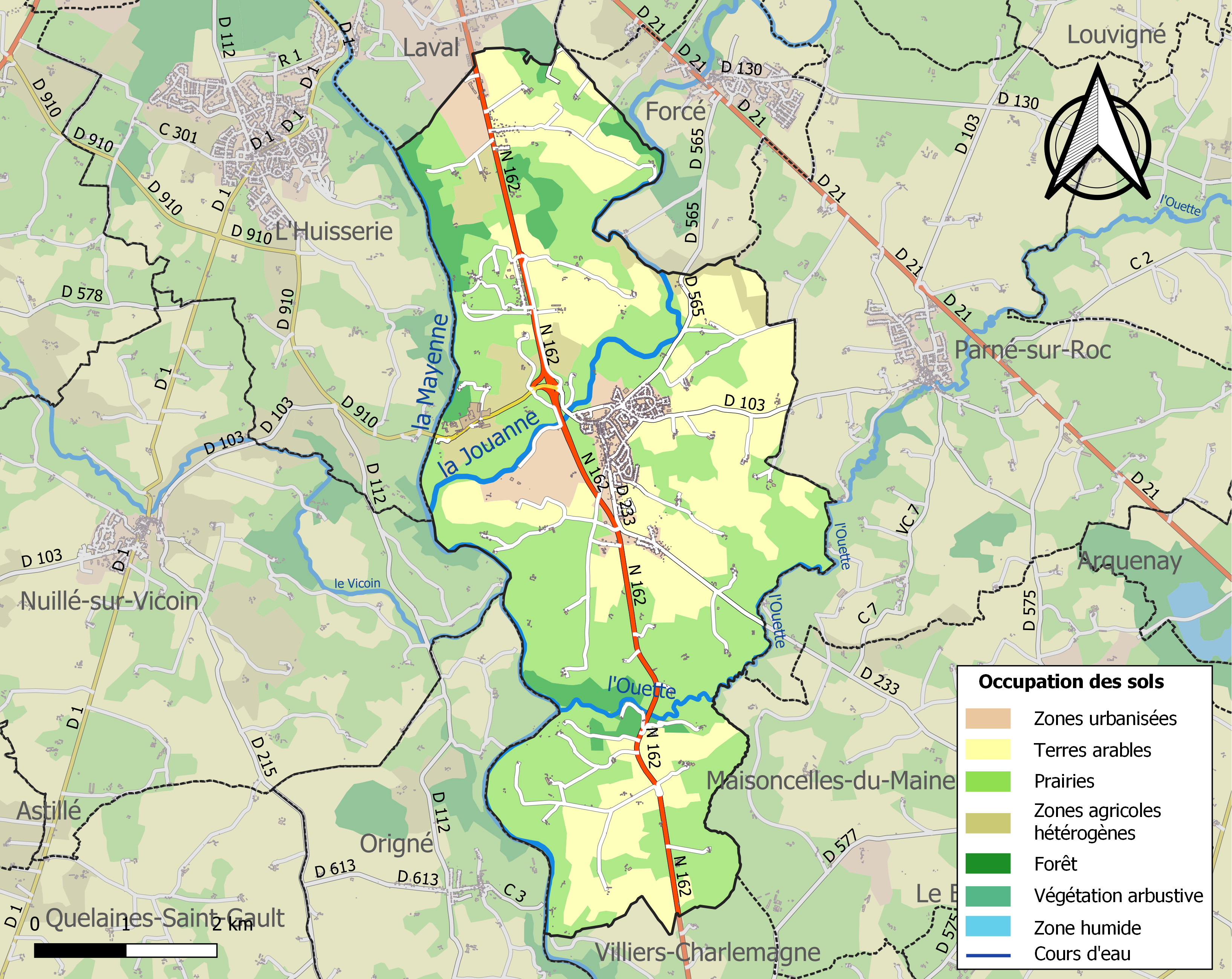
Carte des infrastructures et de l'occupation des sols de la commune en 2018 (CLC).

## Toponymie
Au haut Moyen Âge, Entrammes est citée sous la forme [de] Intramnis; Une monnaie mérovingienne qui porte la légende « Interamnis/AVDIGISILUS », est attribuée à Entrammes; Intramnis monasterio (le monastère d’Entrammes) est mentionné en 837 dans le testament d’Aldric, évêque du Mans.
Interamnis signifiant « entre les eaux », est formé de la préposition latine inter (entre, parmi, au milieu de) et de amnis (cours d’eau rapide, fleuve, rivière),,.
Le gentilé est Entrammais.

## Histoire
Sa localisation « entre les eaux » connait une continuité d’occupation entre l’Antiquité et le Moyen Âge.

### Époque gauloise, l'oppidum de la Carie
L'agglomération d'Entrammes s'est créée grâce à un gué très important sur la Mayenne. La route qui menait du Mans à Rennes passait par ce gué. Grâce à ce gué s'est d'abord créé un important oppidum gaulois de 55 hectares (le plus vaste connu dans la région) qui fait l'objet de mesures d'archéologie préventive depuis des travaux sur la RD 103 ; il était occupé dès le Ier siècle av. J.-C.
Le site de « la Carie » se trouve le long d'une voie gauloise, à environ 700 m au nord-ouest de la ville en rive droite de la Jouanne et près du gué sur cette rivière. Il a été occupé depuis le milieu de la Tène moyenne jusqu'à la fin de la Tène D1 (Tène finale, vers 70 av. J.-C.). Les traces d'habitat les plus anciennes connues remontent à la transition entre le IIIe et le IIe siècle av. notre ère ; la fosse F26 de cette époque a livré entre autres un morceau de vase balustre daté de la transition de la Tène C1 à C2, des céramiques diverses (écuelles, coupelles, pots, gobelets) et des fragments d'amphores de transition entre les gréco-italiques et les Dressel 1A (seconde moitié du IIe siècle av. J.-C.) : 892 fragments de panses, 117 bords, 18 lèvres et 50 fonds.
Lors de la conquête de la Gaule, l'oppidum du « Port-du-Salut » à l’ouest de la Carie » cesse d'être occupé ; l'habitat est transféré à l’est de « La Carie », sous le bourg actuel d’Entrammes.

### Époque gallo-romaine

#### Haut-Empire
Le gué serait à l'origine de l'agglomération gallo-romaine d’Interamnes, nom gallo-romain d'Entrammes calqué sur le nom celtique enterana car Entrammes est situé entre trois rivières : la Mayenne, la Jouanne et l'Ouette. Cette référence à une situation géographique particulière, s’appliquerait plus à l’oppidum gaulois du Port-du-Salut situé à la confluence entre la Mayenne et la Jouanne qu’à la ville antique gallo-romaine.
Le site de « la Carie » reprend de l'importance pendant le Haut-Empire romain à partir de Tibère (14-37 apr. J.C.). Un atelier de potiers, forme une zone artisanale jouxtant le nouveau chef-lieu du pagus gallo-romain d’Entrammes. Pendant la dynastie des Flaviens (69 à 96), de nouvelles structures apparaissent et s'agrandissent jusqu'à l'avènement de la dynastie des Sévères (qui débute en 193 apr. J.-C.). L'habitat est abandonné au Bas-Empire.
Les fours de poterie d'Entrammes font exception : les « rayons » destinés à soutenir les objets mis à cuire sont en ignimbrite rhyolitique, pierre locale facilement clivable - et non pas en argile.
Ces fours produisent la céramique commune, principalement les pots utilisés pour la cuisson. Les sigillées importées viennent principalement des ateliers du centre de la Gaule pendant les deux premières décennies du Ier siècle, mais à partir de la moitié de ce siècle elles proviennent surtout des ateliers de Gaule du sud, qui fournissent à cette époque une meilleure qualité. Les assiettes proviennent du centre de la Gaule, de l’Ouest ou d’Aquitaine.
À la fin du Ier siècle et durant tout le IIe siècle, l'occupation s'étend le long de la voie. Les fours locaux produisent toujours écuelles et marmites mais certaines de ces céramiques communes proviennent du val de Loire, notamment de l’atelier de Thésée-Pouillé (Loir-et-Cher, dans la vallée du Cher) ainsi que des amphores, sauf pour deux amphores à lèvre plate qui semblent venir de Rezé (Loire-Atlantique),. Des dolia tournés à lèvre déversée arrondie peuvent venir de l’atelier de Mougon (à Crouzilles en Indre-et-Loire), ou de Rezé ou encore de Mazières-en-Mauges ; ces jarres y sont produites à partir de la fin du Ier siècle et durant tout le IIe siècle. Ce commerce s'étend en cette période du Haut-Empire jusqu'à la vallée de l'Allier : la sigillée du sud de la Gaule (Lezoux, Lubié) est encore présente jusqu'au tout début du IIe siècle (elle représente au total 56,1 % de la céramique trouvée à Entrammes), mais elle est alors nettement supplantée par celle du centre de la Gaule, avec une majorité de formes lisses mais surtout la forme moulée Drag. 37. Ce commerce se diversifie et de nouvelles pièces sont régulièrement importées depuis le centre de la Gaule dont la production s'accroît en nombre et en qualité. 5 à 6 % des pièces trouvées proviennent de Gueugnon (Sâone-et-Loire), Les Martres-de-Veyre (Puy-de-Dôme), Lubié et Toulon-sur-Allier (Allier).

### Moyen Âge
Au haut Moyen Âge, Entrammes est citée parmi les paroisses les plus anciennes du diocèse du Mans. Elle aurait été fondée par saint Julien à la fin du IVe siècle ou au début du siècle suivant : « ecclesias dedicavit… de Intramnis ».
Le site de « la Carie » est abandonné après l'établissement d'une petite nécropole mérovingienne.
En 863, Salomon, roi des Bretons, rencontre Charles le Chauve au monastère d’Entrammes, lors de la signature du traité reconnaissant la souveraineté de Salomon sur des territoires de Neustrie, la Mayenne constituant alors la frontière entre les royaumes de Bretagne et des Francs.
Entrammes est une des rares communes de l'arrondissement de Laval qui faisaient partie de l'Anjou avant 1790. Elle se trouvait dans le pays d'élection de Laval et dans le diocèse du Mans, ainsi qu'à la frontière du Maine. Les communes voisines de Parné-sur-Roc, de L'Huisserie et de Forcé faisaient partie du Maine, et Nuillé-sur-Vicoin et Maisoncelles étaient en Anjou.

### Révolution française
La commune est le théâtre de la bataille d'Entrammes, le 26 octobre 1793, pendant la guerre de Vendée. En octobre 2020, un fusil daté des guerres de Vendée est découvert dans un ruisseau sur la commune,,.

## Héraldique
| Armes d'Entrammes | Les armes de la commune se blasonnent ainsi : De sable à trois fasces bretessées d'or semées de trèfles de sinople. |

## Politique et administration

### Administration municipale

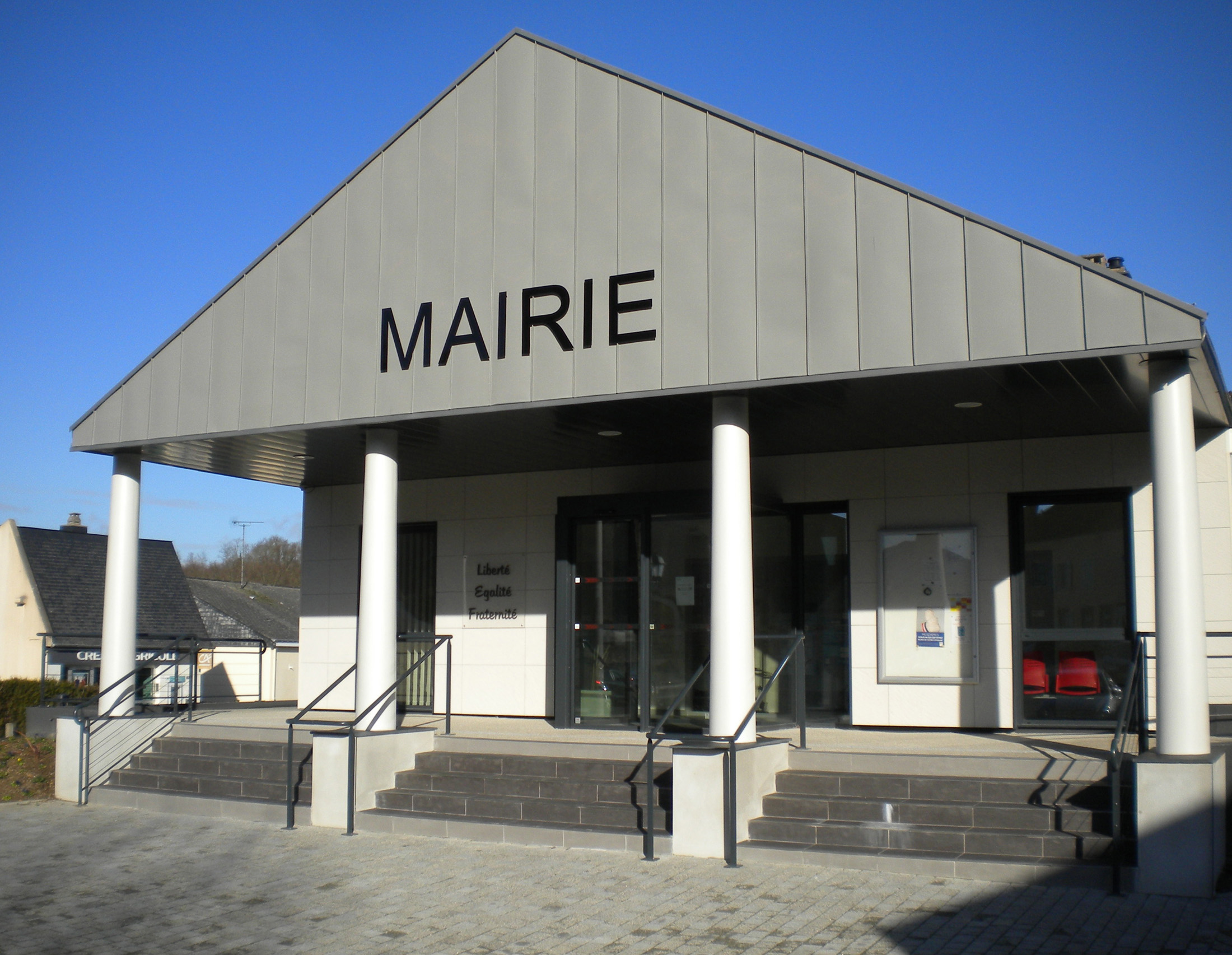
Le nouvel hôtel de ville.

| Période   | Période   | Identité           | Étiquette | Qualité                                                       |
| --------- | --------- | ------------------ | --------- | ------------------------------------------------------------- |
| 1924      | 1964      | Henri Lemoine      |           |                                                               |
| 1964      | mars 1983 | Yves de Poulpiquet |           | Maraîcher retraité Réélu en 1965, 1971 et 1977                |
| mars 1983 | mars 2008 | Hubert Lardeux     | DVD       | Géomètre Réélu en 1989, 1995 et 2001                          |
| mars 2008 | mars 2014 | Jean Bodin         | DVD       | Retraité para-agricole                                        |
| mars 2014 | mai 2020  | Didier Marquet     | DVG       | Retraité agricole 5e vice-président Laval Agglo (2014 → 2020) |
| mai 2020  | En cours  | Jérôme Allaire     | DVG       | Gérant 4e vice-président Laval Agglo (2020 → )                |

## Population et société

### Démographie
L'évolution du nombre d'habitants est connue à travers les recensements de la population effectués dans la commune depuis 1793. Pour les communes de moins de 10 000 habitants, une enquête de recensement portant sur toute la population est réalisée tous les cinq ans, les populations de référence des années intermédiaires étant quant à elles estimées par interpolation ou extrapolation. Pour la commune, le premier recensement exhaustif entrant dans le cadre du nouveau dispositif a été réalisé en 2007.
En 2022, la commune comptait 2 278 habitants, en évolution de +1,29 % par rapport à 2016 (Mayenne : −0,73 %, France hors Mayotte : +2,11 %).
| 1793  | 1800 | 1806 | 1821  | 1831  | 1836  | 1841  | 1846  | 1851  |
| ----- | ---- | ---- | ----- | ----- | ----- | ----- | ----- | ----- |
| 1 041 | 987  | 992  | 1 059 | 1 237 | 1 410 | 1 403 | 1 438 | 1 500 |

| 1856  | 1861  | 1866  | 1872  | 1876  | 1881  | 1886  | 1891  | 1896  |
| ----- | ----- | ----- | ----- | ----- | ----- | ----- | ----- | ----- |
| 1 449 | 1 500 | 1 417 | 1 332 | 1 353 | 1 310 | 1 274 | 1 310 | 1 226 |

| 1901  | 1906  | 1911  | 1921 | 1926  | 1931  | 1936  | 1946  | 1954 |
| ----- | ----- | ----- | ---- | ----- | ----- | ----- | ----- | ---- |
| 1 202 | 1 121 | 1 107 | 977  | 1 011 | 1 052 | 1 023 | 1 028 | 989  |

| 1962  | 1968  | 1975  | 1982  | 1990  | 1999  | 2006  | 2007  | 2012  |
| ----- | ----- | ----- | ----- | ----- | ----- | ----- | ----- | ----- |
| 1 004 | 1 019 | 1 183 | 1 582 | 1 802 | 1 847 | 2 076 | 2 108 | 2 237 |

| 2017  | 2022  | - | - | - | - | - | - | - |
| ----- | ----- | - | - | - | - | - | - | - |
| 2 256 | 2 278 | - | - | - | - | - | - | - |

### Jumelages

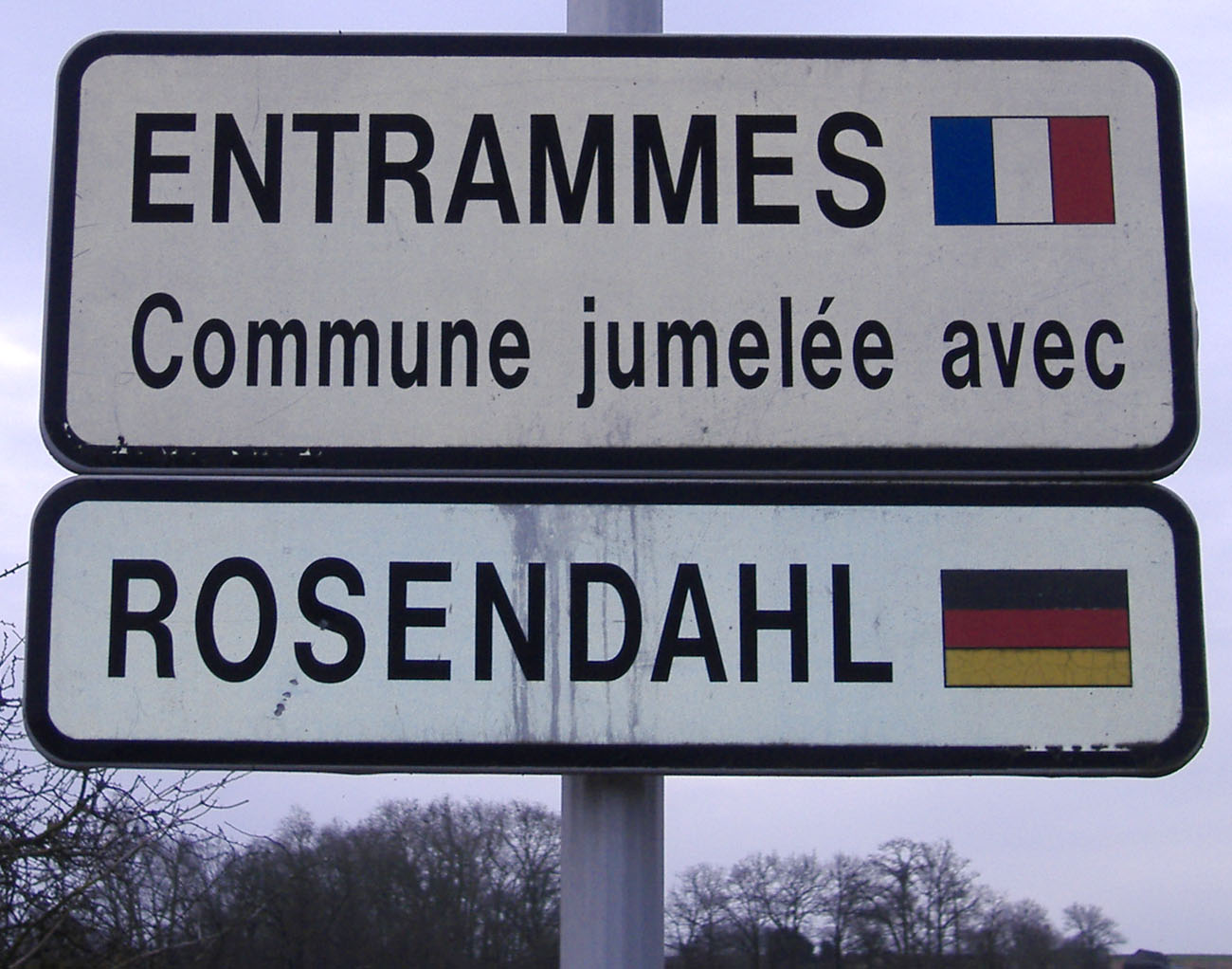
Jumelage.

- Rosendahl (Allemagne) depuis 1970.

## Économie
La fromagerie d'Entrammes est réputée en Mayenne pour ses fromages bio de lait de vache, appartenant au label lait de foin.

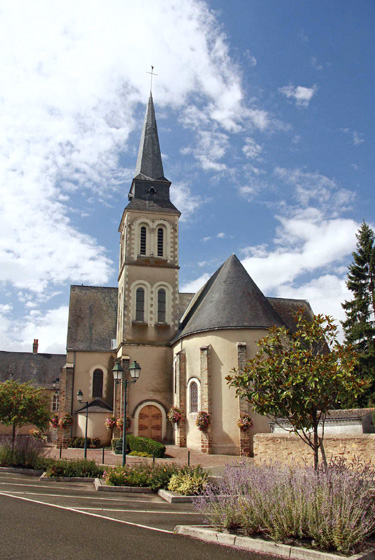
L'église Saint-Étienne.

## Culture locale et patrimoine

### Lieux et monuments
- Abbaye du Port-du-Salut.
- Île de Sainte-Apollonie.
- Thermes gallo-romains d'Entrammes : découverts en 1987, les thermes gallo-romains d'Entrammes sont dans un excellent état de conservation. On y retrouve les quatre pièces : bains froids, pièce tiède, étuve, bains chauds.
- Église Saint-Étienne.
- Château du Vallon, propriété de l'homme d'affaires Emmanuel Besnier[64].
- Château de la Cour d'Ouette.
- Château de la Drugeotterie.
- Château d'Entrammes.
- Ancien château de la Jarossaie.

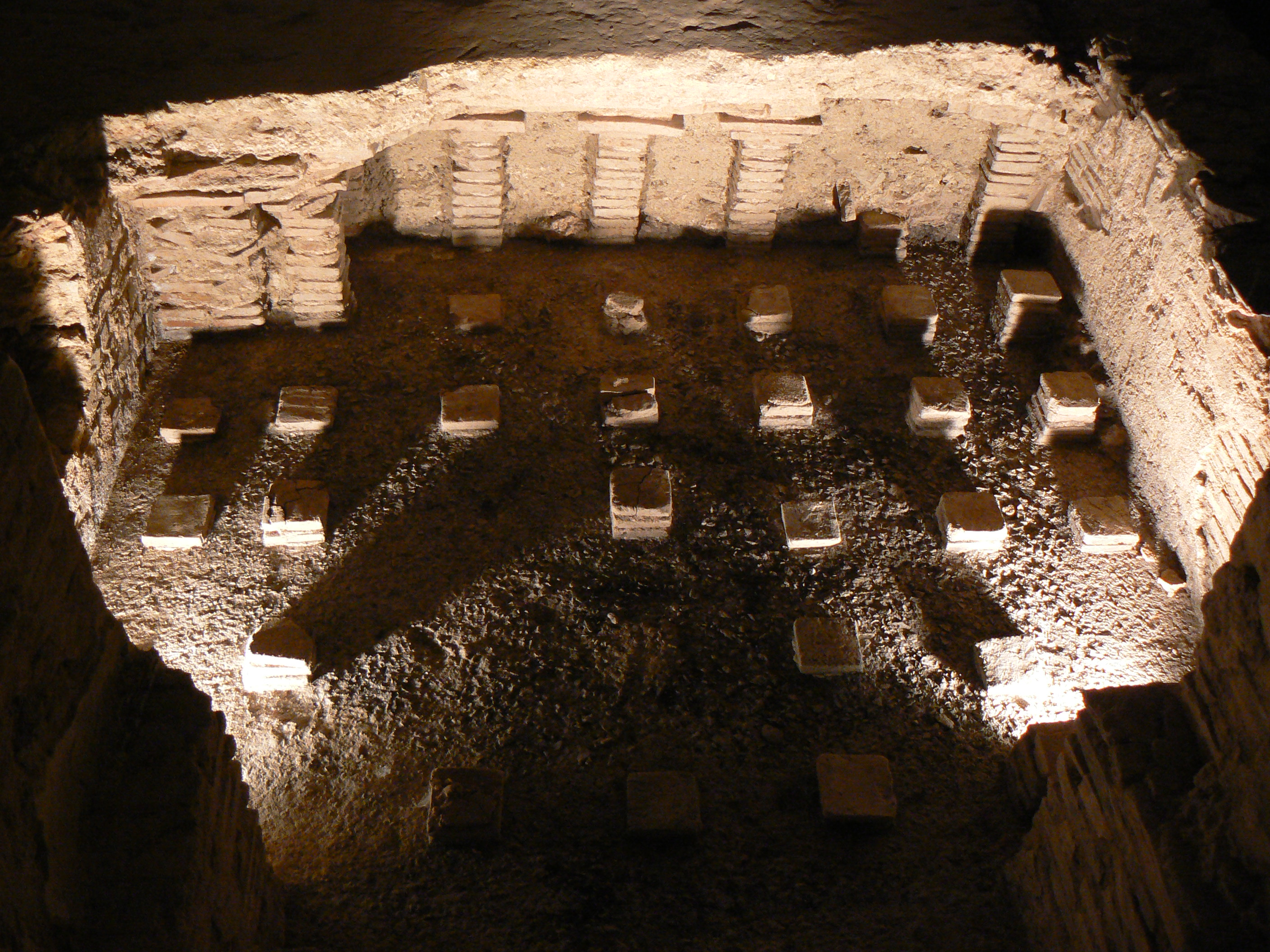
L'hypocauste des thermes gallo-romains d'Entrammes.
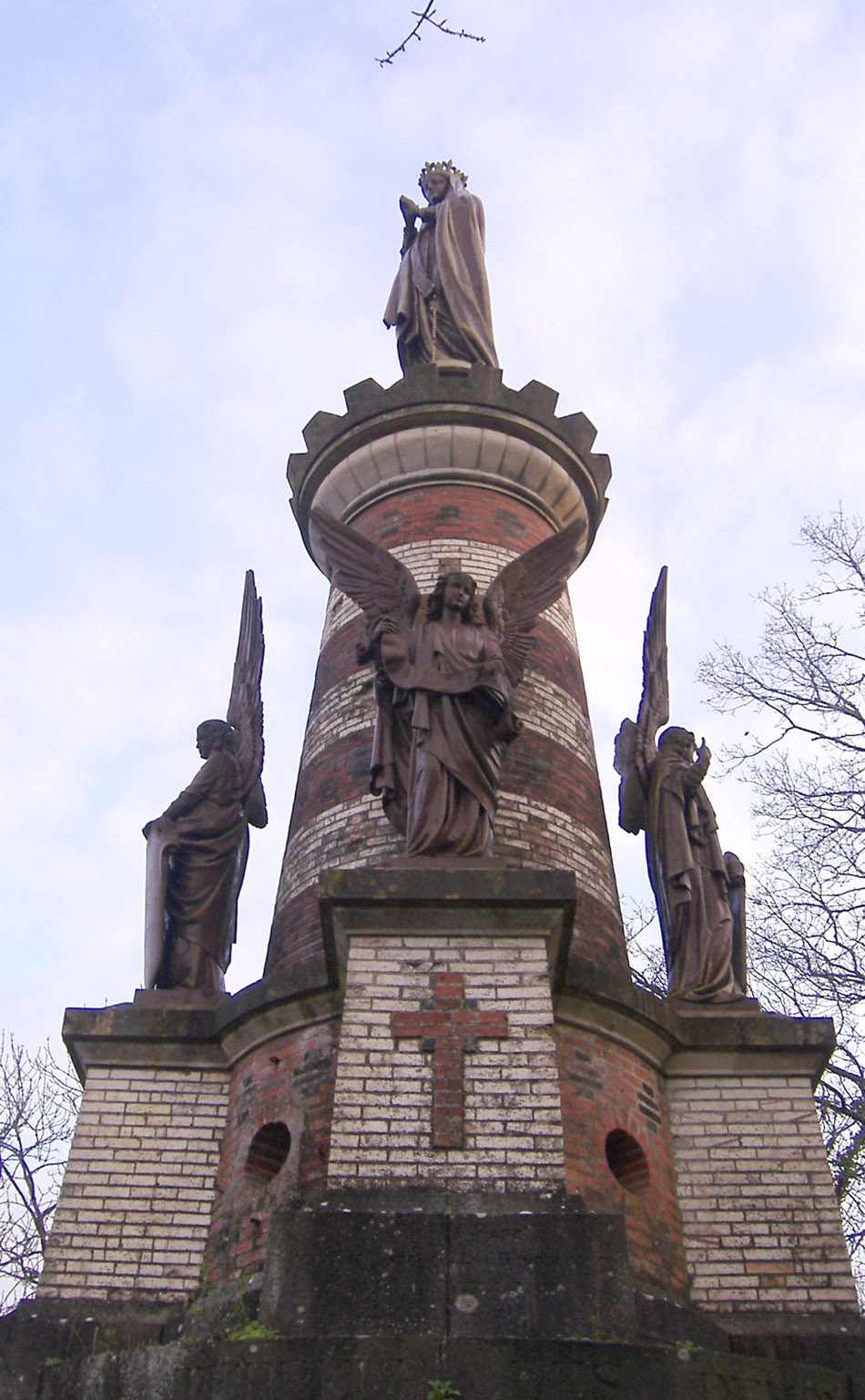
Notre-Dame-du-Triomphe, abbaye du Port-du-Salut.

### Personnalités liées à la commune
- Liste des seigneurs et barons d'Entrammes
- Gilles de la Pommeraie, diplomate et magistrat, baron d'Entrammes.
- Jean-Baptiste-Marie de Maillé de La Tour-Landry (1743 à Entrammes-1804), religieux.
- Paul Foubert (1812-1886), homme politique né à Entrammes, maire de Saint-Sauveur-le-Vicomte, député de la Manche puis sénateur.
- Auguste Logeais (1813-1881), nouvelliste et homme politique local.
- Emmanuel Besnier (né en 1970), héritier du groupe Lactalis, propriétaire du château du Vallon.

## Sources